# Antoine Chapt de Rastignac
Pour les articles homonymes, voir Rastignac.
Antoine Chapt de Rastignac, né le 19 juin 1776 à Saint-Martin-sous-Vigouroux (Cantal), mort le 31 octobre 1862 à Saint-Hippolyte (Aveyron), est un général français de la révolution et de l’Empire.

## Biographie
Il est le fils de Joseph Augustin Chapt de Rastignac et de Geneviève d'Artis.
Il entre en service en 1792, comme sous-lieutenant au régiment de Beauce. Le 31 mai 1792, il est nommé lieutenant dans la Légion du Centre, et sert à l’armée du Nord, et le 22 juillet 1793, il est affecté au 20e régiment de chasseurs à cheval, pour servir dans l’armée des Ardennes. 
Il est promu capitaine le 22 septembre 1799 à l’armée du Rhin et le 6 janvier 1802, il est désigné comme aide de camp du général Dembarrère.  
Le 24 mars 1805, il est élevé au grade de chef d’escadron au 4e régiment de chasseurs à cheval. De 1806 à 1809, il sert à l’armée de Naples et le 30 septembre 1806, il est transféré au régiment de chevau-légers de la garde du roi de Naples. 
Il est nommé colonel le 20 avril 1809 et écuyer au service de Joseph Bonaparte roi d’Espagne.  
Le 5 février 1813, il est promu général de brigade. 
Il est remis au service de la France avec le grade de colonel le 30 décembre 1814. 
Le 21 avril 1815, pendant les Cent-Jours, il est confirmé comme général de brigade au service de la France.
Il est autorisé à prendre sa retraite le 10 juillet 1822. 
Il est admis dans la 2e section des officiers généraux le 1er janvier 1862.
Il meurt le 31 octobre 1862 et est inhumé au cimetière de Rouens, à Saint-Hippolyte (Aveyron).

### Distinctions
- chevalier (18 janvier 1805), puis officier (9 juin 1815) de la Légion d'honneur ;
- chevalier de l'ordre royal et militaire de Saint-Louis (16 août 1820).

### Mariage et descendance
Il épouse à Saint-Martin-sous-Vigouroux (Cantal) le 14 août 1830 Jeanne Marie Prat Niau (Vigouroux, 9 avril 1794 - Castel Noel, Brommat, 7 janvier 1857), dont postérité éteinte en ligne masculine à la fin du XIXe siècle.

### Demeure
En 1804, il est en possession de Castel Noël à Brommat.